# An American Romance
An American Romance is een Amerikaanse dramafilm uit 1944 onder regie van King Vidor.

## Verhaal
Een geïmmigreerde metaalarbeider werkt zich een weg omhoog op de maatschappelijke ladder. Wanneer hij uiteindelijk eigenaar is geworden van een autobedrijf, verzet hij zich tegen arbeiders die een vakbond willen vormen. Als hij na een langdurige staking verplicht is om toe te geven aan de eisen van de werknemers, trekt hij zich ontgoocheld terug uit zijn bedrijf. Hij schakelt over op de productie van gevechtsvliegtuigen.

## Rolverdeling
| Acteur          | Personage                      |
| --------------- | ------------------------------ |
| Brian Donlevy   | Stefan Dubechek / Steve Dangos |
| Ann Richards    | Anna O'Rourke Dangos           |
| Walter Abel     | Howard Clinton                 |
| John Qualen     | Anton Dubechek                 |
| Stephen McNally | Teddy Roosevelt Dangos         |
| Mary McLeod     | Tina Dangos                    |
| Bob Lowell      | George Washington Dangos       |